# Étienne de La Boétie
Étienne de La Boétie (Sarlat, 1º novembre 1530 – Germignan, 18 agosto 1563) è stato un filosofo, scrittore, politico e giurista francese.
È noto in particolare per il suo Discorso sulla servitù volontaria.

## Biografia

### La formazione

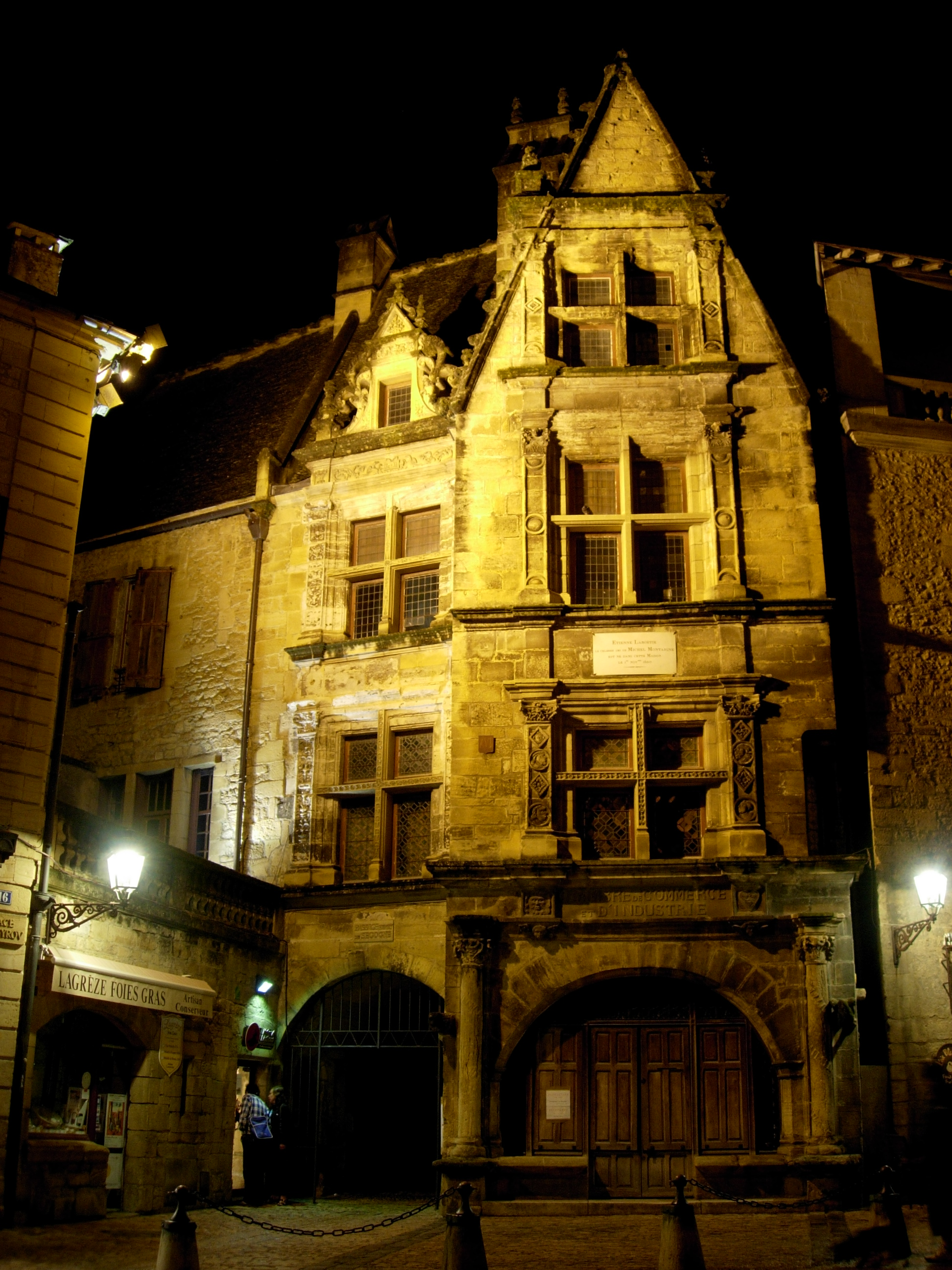
Casa natale di La Boétie

Nasce il 1º novembre del 1530 a Sarlat, piccola città del Périgord non lontana dal capoluogo della regione, Périgueux. In giovane età rimane orfano e viene allevato dallo zio, curato di Bouilhonas, il quale lo avvia agli studi. Era, in questo periodo, vescovo di Sarlat un cugino della famiglia Medici di Firenze, Niccolò Gaddi, il quale era anche strettamente legato alle esperienze dell'Umanesimo italiano e intendeva fare della propria diocesi una sorta di Atene del Périgord. Fu attraverso questo ambiente culturale che Étienne conobbe le idee repubblicane dell'antichità classica, idee che influenzeranno il suo pensiero maturo.
Dopo gli studi collegiali gli si prospettò l'occasione di far carriera nella magistratura; così Étienne si iscrisse alla Facoltà di Diritto dell'Università di Orléans. La Facoltà di Diritto ad Orléans offriva un punto di vista sugli studi giurisprudenziali molto originale e all'avanguardia per l'epoca; di tale punto di vista si avvantaggiarono tutto il pensiero e l'attività politica di La Boétie; ebbe infatti occasione di conoscere le opere di Lorenzo Valla, Andrea Alciato e Agnolo Poliziano. Ad Orléans insegnava, inoltre, Anne du Bourg il quale applicava e insegnava con estrema originalità l'interpretazione grammaticale delle espressioni giuridiche, l'analisi semantica dei termini e incoraggiava la riflessione sulla filosofia del diritto e l'esame critico dei testi giuridici.
La Boétie si laurea in giurisprudenza il 23 settembre del 1553 e, subito dopo, il 13 ottobre, ottiene la licenza reale che gli apre l'accesso alla carica di Consigliere al Parlamento di Bordeaux, carica che ottiene il 17 marzo 1554.

### L'incontro con Montaigne
Tre anni dopo l'accesso alla carica di Consigliere di La Boétie, nel 1557, toccherà a un altro grande pensatore francese diventare Consigliere al Parlamento di Bordeaux: Michel de Montaigne; in questo modo i due avranno occasione di conoscersi e sviluppare quella celebre amicizia che Montaigne descriverà nei suoi Essais.
I due sviluppano la loro amicizia in un clima politico estremamente travagliato: il Parlamento di Bordeaux viene infatti coinvolto nei disordini seguiti agli scontri religiosi e al diffondersi della Riforma protestante nel Midi aquitano. Inizialmente il Parlamento si schiera col lealismo realista e attraverso di esso passarono numerose condanne a morte, tra le quali, nel 1559, anche quella del vecchio professore di Étienne de La Boétie: Anne du Bourg. Etienne benché cattolico, aveva avvertito profondamente l'influenza del suo maestro.

### L'incarico presso la corte
È in questa situazione politica e sociale che, nel 1560, La Boétie si vede affidare un incarico segreto di riconciliazione religiosa presso Caterina de' Medici (la quale era reggente al trono di Francia per Carlo IX, allora bambino di dieci anni). L'incarico fu organizzato sotto il pretesto di un'ambasciata presso il potere centrale per discutere della paga dei magistrati della città. I motivi per cui un incarico di tale delicatezza venisse affidato ad un consigliere così giovane e, tutto sommato, abbastanza oscuro, stanno, senza ombra di dubbio, nel fatto che La Boétie fosse l'uomo giusto al momento giusto per una tale incombenza: occorre ricordare che il giovane Étienne si era intellettualmente formato sotto Nicolò Gaddi, parente della reggente, e aveva perciò una naturale predisposizione all'essere ben visto dalla corte reale francese. Inoltre proprio il fatto che La Boétie non si fosse fatto particolarmente notare durante tutta la sua attività di Consigliere al Parlamento di Bordeaux pareva essere indice, nonostante la sua fede cattolica, di una posizione di disaccordo con la politica repressiva attuata fino a quel momento dal Parlamento nei confronti dei non cattolici.

### L'incontro con L'Hospital
Nell'eseguire il suo incarico, Étienne conobbe e divenne amico del cancelliere Michel de l'Hôspital, l'esecutore, per così dire, materiale della politica di tolleranza religiosa e pace sostenuta da Caterina de Medici. Il cancelliere incaricò il giovane di farsi interprete della nuova linea di tolleranza, i cui punti salienti erano contenuti nell'ordinanza degli Stati Generali di Francia (Orléans il 31 gennaio 1561), presso il Parlamento di Bordeaux, che come abbiamo visto fino ad allora aveva seguito una politica filocattolica repressiva. Svolto tale compito, l'Hospital gli affidò l'incarico di mediatore di alcuni scontri religiosi avvenuti nella zona dell'Agenais; il suo ruolo fu essenziale nel raggiungere una soluzione pacifica di compromesso sostanzialmente soddisfacente per entrambe le parti.

### Mémoire sur l'Edit de Janvier
Ormai Étienne de La Boétie è diventato uno dei referenti di spicco della politica di conciliazione religiosa della reggente e del suo cancelliere e questo fu ancora più visibile nella pubblicazione della Mémoire sur l'Edit de Janvier, in cui La Boétie prende decisamente posizione a favore della politica di tolleranza religiosa della reggente Caterina dei Medici. In questo testo, inoltre, denuncia i pericoli connessi agli scontri religiosi e dall'altro l'inutilità e la dannosità della repressione violenta: occorre fermare gli scontri in modo non violento, pena la lacerazione dello Stato. La strada per la pacificazione nazionale consisteva, a suo avviso, nello strutturarsi di un “cattolicesimo riformato” in cui poter operare la riconciliazione tra i protestanti e i cattolici fedeli alla chiesa di Roma.

### La morte
Nel dicembre 1562 egli è nuovamente protagonista di un tentativo di pacificazione, peraltro riuscito. Sarà questa la sua ultima azione politica rilevante e non perché la sua carriera politica fosse in discesa, anzi, stava cominciando ad assumere un ruolo politico di una qualche rilevanza; però, pochi mesi dopo, improvvisamente si ammalò. Il 14 agosto 1563 egli redasse il suo testamento nominando l'amico Montaigne, che era accorso al suo capezzale, suo esecutore testamentario.
Il 18 agosto, Étienne de La Boétie morì tra le braccia dell'amico invocandone il nome e pronunciando la frase: «Mon frere! Me refusez-vous doncques une place?» (Fratello mio! Mi rifiutate dunque un posto?). Queste estreme parole invocanti un riconoscimento, appunto une place, nel tempio della gloria, sconvolsero a tal punto il sensibile animo di Montaigne, antagonista della vana gloria, da generare in lui l'enorme riflessione filosofica che si tradurrà poi nella stesura dei celebri Saggi, iniziati dieci anni dopo la morte dell'amico.

## IlDiscorso sulla servitù volontaria
Il Discorso sulla servitù volontaria (o Il Contro uno) fu composto da Étienne de La Boétie, secondo gli ultimi studi, nel periodo dell'università, cioè attorno ai 22 anni. Secondo l'amico Montaigne, tuttavia, il discorso sarebbe stato addirittura precedente, scritto cioè attorno ai 18 anni. Il pamphlet circolò clandestinamente fino al 1576, anno della sua pubblicazione con il titolo di Il contro uno.
Nel pensiero filosofico-politico contemporaneo il Discorso è stato oggetto di una rilettura con lo scopo di denunciare l'asserito impianto tirannico delle moderne democrazie (un governo di pochi al quale, senza costrizioni o violenze e per libera scelta, il popolo consegna la sua libertà originaria). Tra gli autori che si sono dedicati a questa interpretazione Paolo Flores d'Arcais, Rossano Pecoraro, Luciano Canfora. Roberto Bertoldo.

## Influenza
Introducendo la rilevanza psicologico-politica della "coustume" in relazione al contrasto popolo-tiranno, La Boétie ha dato la possibilità a Montaigne e Charron di allargare il discorso fino alle dinamiche psicologiche che portano l’individuo a scegliere tra libertà e servitù, ragione e passione, rivoluzione e obbedienza. Il merito di La Boétie consiste inoltre nell’aver contrapposto l’"habitus" del popolo a quello del saggio, mostrando il dislivello morale tra servitù volontaria e coscienza critica. Montaigne e Charron hanno così potuto intrecciare il piano politico con quello etico, confermando e approfondendo la teoria del diritto naturale introdotta da La Boétie, che pone come beni più grandi la libertà e l’uguaglianza.
La Boétie è menzionato nella canzone Les Copains d'abord, di Georges Brassens.

## Opere
- Discours de la servitude volontaire (tr. it. Discorso sulla servitù volontaria)
- La mesnagerie de Xenophon
- Le Regles de Mariage de Plutarque
- Lettre de consolation de Plutarque a sa femme
- Poemata
- Vers francois de feu
- Vingt-nef sonnetz

### Opere
- Discours de la servitude volontaire
- Memoire sur la pacification des troubles
- Mémoire sur l'Edit de Janvier

### Traduzioni in italiano
- Discorso di Stefano della Boetia della servitù volontaria o Il contra Uno, Tradotto nell'italiano idioma, trad. di Cesare Paribelli, in Napoli, anno settimo repubblicano, 1799
- Il contr'uno, trad. di Pietro Fanfani, Milano, Daelli, 1864; Sala Bolognese, Forni, 1974; Firenze, Le Monnier, 1945; Palermo, Sellerio, 1994
- Discorso sulla servitù volontaria, a cura di Luigi Geninazzi, Milano, Jaca Book, 1979
- La servitù volontaria, trad. di Franco Capriglione, Napoli, Procaccini, 1994
- Discorso sulla servitù volontaria, trad. di Fabio Ciaramelli, Torino, La Rosa, 1995, e Chiarelettere, Milano, 2011
- Discorso sulla servitù volontaria, trad. di Vincenzo Papa, Napoli, Istituto Italiano per gli Studi Filosofici, 1995, riedizione presso le Edizioni Immanenza, 2014
- Discorso sulla servitù volontaria, trad. di Giuseppe Pintorno, Milano, La Vita Felice, 1996
- Discorso sulla servitù volontaria, trad. di Carla Maggiori, Macerata, Liberilibri, 2004
- Discorso della servitù volontaria, a cura di Enrico Donaggio, con interventi di Miguel Benasayag e Miguel Abensour, Milano, Feltrinelli, 2020  [2014], ISBN 978-88-07-90082-2.